# Brendan Green
Brendan Green (Hay River, 4 de noviembre de 1986) es un deportista canadiense que compite en biatlón. Ganó una medalla de bronce en el Campeonato Mundial de Biatlón de 2016, en la prueba por relevos.

## Palmarés internacional
| Campeonato Mundial | Campeonato Mundial | Campeonato Mundial | Campeonato Mundial |
| Año                | Lugar              | Medalla            | Prueba             |
| ------------------ | ------------------ | ------------------ | ------------------ |
| 2016               | Oslo (Noruega)     | Medalla de bronce  | Relevo             |